# 알팅그
알팅그(아이슬란드어: Alþingi Íslendinga, 알팅기 이슬렌딩가)는 아이슬란드의 입법부이다.
세계에서 가장 오래된 의회 기관으로, 930년경 오늘날의 아이슬란드 수도인 레이캬비크 동쪽으로 45 킬로미터 떨어진 팅크베틀리르("의회 평원")에서 결성되었다. 이 알팅그의 결성을 아이슬란드 자유국이 건국된 시점으로 잡는다. 아이슬란드가 1262년 노르웨이에 합병당한 뒤에도 알팅그는 1799년까지 존속되었다. 45년간의 공백기 이후 1844년 알팅그가 재개되었고 팅크베틀리르에서 레이캬비크로 이전되었다. 의사당은 1881년 돌을 깎아 만든 알팅기스후시드이다.